# Hawaii Five-O

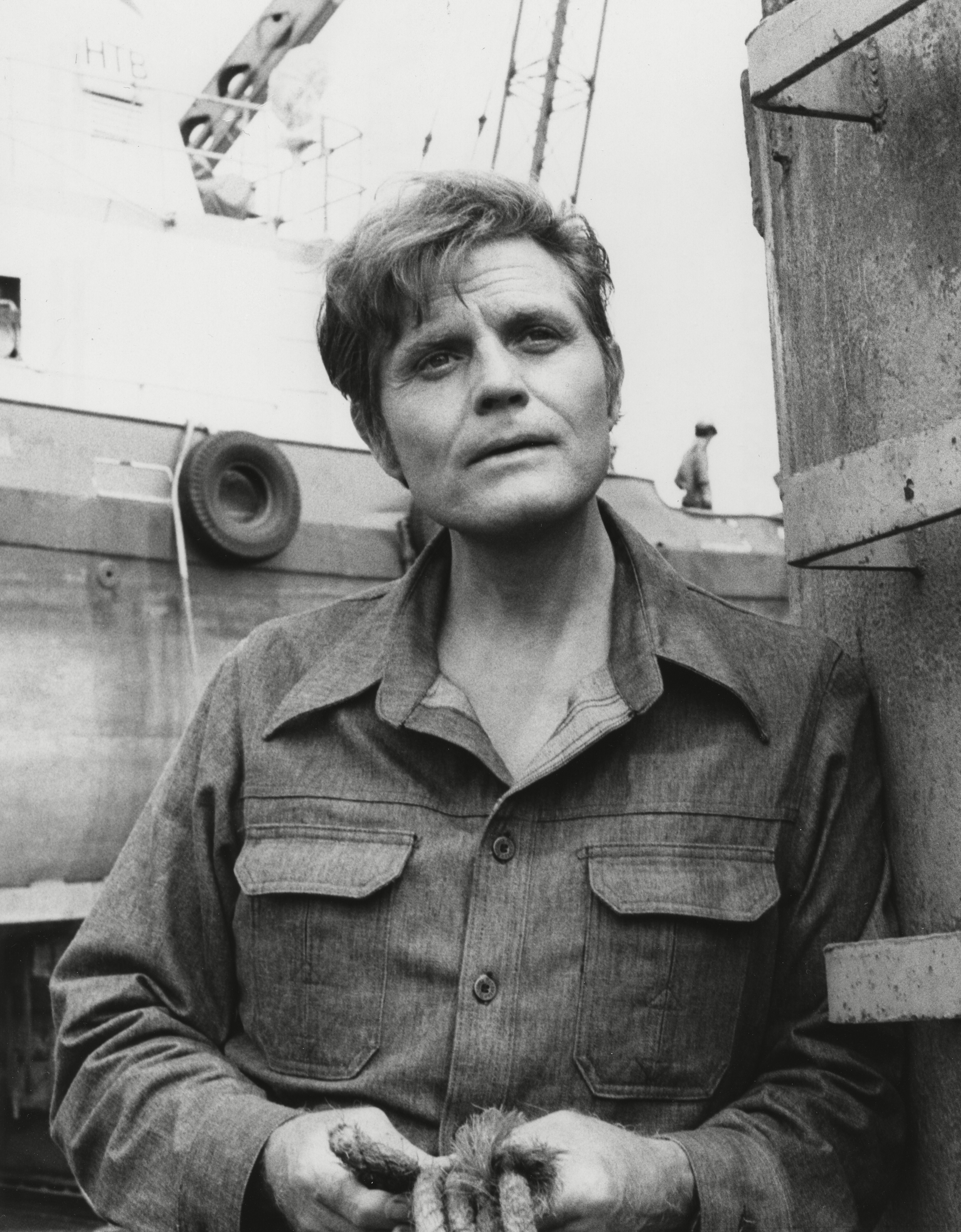
Publiciteitsfoto van Jack Lord als Steve McGarrett, voor Hawaii Five-O

Hawaii Five-O is een Amerikaanse televisieserie met Jack Lord en James MacArthur als detectives van de Hawaïaanse politie.
De serie werd gecreëerd door Leonard Freeman en geproduceerd door CBS en uitgezonden van september 1968 tot april 1980. Hawaii Five-O draait om het fictieve korps geleid door voormalig marine-officier Steve McGarrett (Lord), die door de gouverneur van Hawaï Paul Jameson is aangewezen. McGarrett wordt geassisteerd door Danny Williams (MacArthur) en een kader van andere detectives waarvan Chin Ho Kelly en Kono Kalakaua de bekendste zijn. McGarrett en zijn team maakten jacht op criminelen en Maffia bendes die het eiland terroriseerden.
Hij werd daarbij geholpen door de officier van justitie, John Manicote. Een van de maffiabendes werd geleid door Honore Vashon, een karakter die in het vijfde seizoen werd geïntroduceerd. Vashon verweet McGarrett de dood van zijn zoon. De meeste afleveringen van Hawaii Five-O eindigden met de arrestatie van criminelen met McGarretts zin aan Williams, "Book 'em, Danno!".

## Rolverdeling
- Jack Lord - Steve McGarrett
- James MacArthur - Danny "Danno" Williams
- Zulu - Kono Kalakaua
- Kam Fong - Chin Ho Kelly
- Glenn Cannon - Attorney General John Manicote
- Al Harrington - Ben Kokua
- Harry Endo - Che Fong
- Al Eben - Doc Bergman
- Herman Wedemeyer - Duke Lukela
- Richard Denning - Governor Paul Jameson
- William Smith - James "Kimo" Carew
- Catherin Leaves - Michelle Borth

## Nieuw
In 2010 is een remake van Hawaii Five-0 op de televisie gebracht